# Gustavo Nazareno
Gustavo Nazareno (San Lorenzo, Ecuador, 1 de abril de 1985) es un futbolista ecuatoriano que juega de Defensa y su equipo actual es Manta F.C. de la Serie B de Ecuador.

## Clubes
| Club                  | País    | Año         |
| --------------------- | ------- | ----------- |
| Macará                | Ecuador | 2003 - 2007 |
| Olmedo                | Ecuador | 2008        |
| Barcelona.S.C         | Ecuador | 2009        |
| Olmedo                | Ecuador | 2009 - 2012 |
| Macará                | Ecuador | 2013        |
| Mushuc Runa           | Ecuador | 2014 - 2015 |
| Técnico Universitario | Ecuador | 2015        |
| Mushuc Runa S.C.      | Ecuador | 2016        |
| CD Clan Juvenil       | Ecuador | 2018        |
| Liga de Portoviejo    | Ecuador | 2018        |
| Manta F.C.            | Ecuador | 2019        |